# الاتحاد من أجل النهضة والعدالة والبناء (الجزائر)
الاتحاد من أجل النهضة والعدالة والبناء. هو تحالف استراتيجي وحدوي تم توقيعه بين قادة أحزاب حركتا النّهضة والبناء الوطني وجبهة العدالة والتنمية، لقصد كسب الانتخابات التشريعية الجزائرية 2017.

## روابط خارجية
العدالة والنهضة والبناء يوقعون رسميا على وثيقة الاتحاد الإسلامي الجديد على يوتيوب.